# Syro
Syro (stilizzato SYRO) è il sesto album studio del musicista britannico Richard David James, pubblicato sotto lo pseudonimo di Aphex Twin dopo 13 anni di distanza da Drukqs.
Pubblicato dalla Warp Records il 22 settembre 2014, il disco raccoglie 12 tracce composte in un lungo periodo di tempo in vari studi di registrazione, tra cui quello dello stesso James in Scozia e spazia tra vari sottogeneri della Musica elettronica, come l'ambient, la techno e l'IDM. La campagna promozionale è stata effettuata mediante concerti live, comunicati stampa in broken english e un annuncio pubblicato sul Deep web.
Su Metacritic ottiene 86/100, punteggio basato su 36 recensioni.

## Tracce
Testi e musiche di Aphex Twin.
1. minipops 67 [120.2]  (source field mix) – 4:47
2. XMAS_EVET10 [120] (thanaton3 mix) – 10:31
3. produk 29 [101] – 5:03
4. 4 bit 9d api+e+6 [126.26] – 4:28
5. 180db_ [130] – 3:11
6. CIRCLONT6A [141.98] (syrobonkus mix) – 6:00
7. fz pseudotimestretch+e+3 [138.85] – 0:58
8. CIRCLONT14 [152.97] (shrymoming mix) – 7:21
9. syro u473t8+e [141.98] (piezoluminescence mix) – 6:34
10. PAPAT4 [155] (pineal mix) – 4:18
11. s950tx16wasr10 [163.97] (earth portal mix) – 6:01
12. aisatsana [102] – 5:21